# 马克·罗恩
马克·杰弗里·罗恩（Marc Jeffrey Rowan，1962年8月19日—）是一名美国投资人。罗恩于1990年与乔希·哈里斯和莱昂·布莱克联合创办了阿波罗全球管理公司，并于2021年起担任首席执行官（CEO）。截至2024年4月，《福布斯》估算罗恩的财富达到65亿美元。